# 別列尼科耶 (別爾哥羅德-德涅斯特羅夫斯基區)

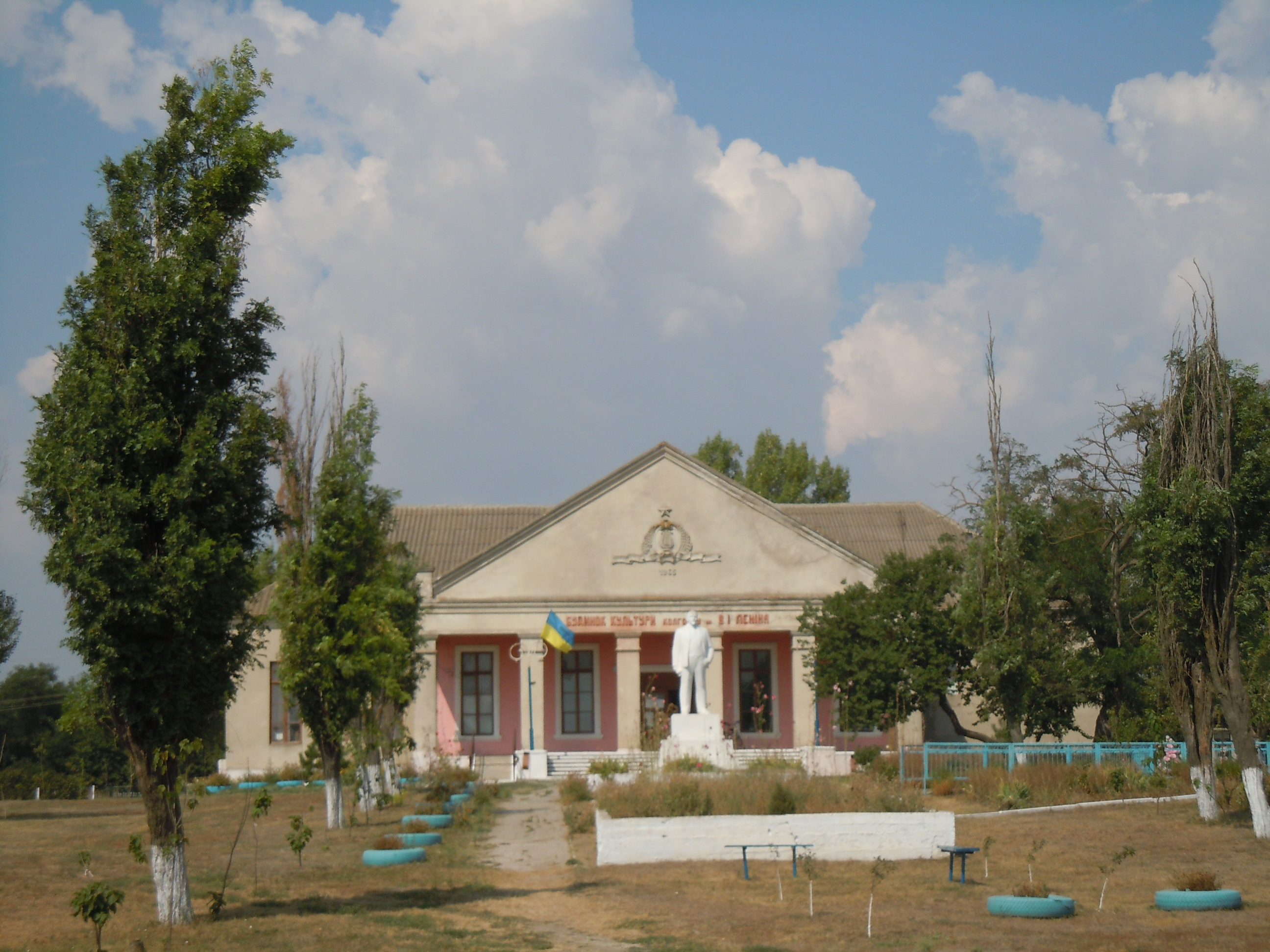
合作农庄办公室

别列尼科耶（烏克蘭語：Біленьке）是烏克蘭西南部敖德薩州別爾哥羅德-德涅斯特羅夫斯基區沙博市镇内的村落。始建於1925年，面積2.18平方公里，2001年人口1,268，人口密度每平方公里581.65人。